# Самуйлович Захарія
Самойлович (Самуйлович) Захарія — київський гравер на міді кінця XVII — початку XVIII століття, школи О. Тарасевича.

## Біографія
В 1691 — 1706 працював у Києві й Москві. Між 14 відомими його мідеригами — велика гравюра присвячена І. Мазепі. «Поклоніння царів новонародженому» (із зображенням царів Петра й Івана Олексійовичів і козацької старшини), «Воскресіння Христове» (1691), філософська теза Георгія Терпиловського (1706, із зображенням Антонія і Феодосія Печерських), «Богоматір», «Святий Стефан», «Святий Григорій В.», «Архистратиг Михаїл» та ін.
Окрема сцена погребіння Святої Катерини — робота 1700 року, нині представлена у Синайському монастирі святої Катерини.